# いま、再び
『いま、再び』（原題：Enlightened Rogues）は、アメリカ合衆国のロック・バンド、オールマン・ブラザーズ・バンドが1979年に発表したスタジオ・アルバム。再結成第1弾アルバムで、新作スタジオ・アルバムとしては『ウィン、ルーズ・オア・ドロウ』（1975年）以来となる。

## 背景
オールマン・ブラザーズ・バンドは1978年に再結成を果たしたが、旧メンバーのうちチャック・リーヴェルとラマー・ウィリアムズはシー・レヴェルとしての活動を優先して再結成に参加せず、ダン・トーラーとデヴィッド・ゴールドフライズが新メンバーに迎えられた。トーラーはディッキー・ベッツ&グレイト・サザンのメンバーとして活動していたギタリストで、トーラーの加入によりバンドはツイン・ギター編成に戻った。
「キャント・テイク・イット・ウィズ・ユー」と「ブラインド・ラヴ」は、後に『特捜刑事マイアミ・バイス』の主演俳優となるドン・ジョンソンがソングライティングに貢献した曲で、ジョンソンは1975年公開の映画『グッバイ・ドリーム』を撮影していた頃にディッキー・ベッツと親しくなった。本作で唯一グレッグ・オールマンが書き下ろした「ジャスト・エイント・イージー」は、ロサンゼルスでの生活を振り返った自伝的な作品である。
元デラニー&ボニーのボニー・ブラムレットが「クレイジー・ラヴ」にゲスト参加した。また、一部の曲でハーモニカを担当したジム・エセリーは、次作『リーチ・フォー・ザ・スカイ』（1980年）にも引き続き参加した。
本作リリース後に所属レーベルCapricorn Recordsが倒産し、バンドはアリスタ・レコードへ移籍した。

## 反響・評価
アメリカのBillboard 200では9位に達し、自身4作目の全米トップ10アルバムとなった。シングル「クレイジー・ラヴ」は全米29位を記録した。
Bruce Ederはオールミュージックにおいて5点満点中3.5点を付け「第一級ではないにせよ一貫してソリッドな、ラウドで威勢のいいハードロックが集められた、『ブラザーズ&シスターズ』以来の傑作スタジオ・アルバム」と評している。また、ジョン・スウェンソンは1979年5月31日付の『ローリング・ストーン』誌において「『オールマン・ブラザーズ・バンド』や『アイドルワイルド・サウス』といった、このグループの特に偉大なアルバムに匹敵する」「名人芸に欠けていても、激情がそれを埋め合わせている」と評している。

## 収録曲
特記なき楽曲はディッキー・ベッツ作。
1. クレイジー・ラヴ "Crazy Love" – 3:44
2. キャント・テイク・イット・ウィズ・ユー "Can't Take It With You" (Dickey Betts, Don Johnson) – 3:34
3. ペガサス "Pegasus" – 7:32
4. ニード・ユア・ラヴ・ソー・バッド "Need Your Love So Bad" (John Mertis) – 4:02
5. ブラインド・ラヴ "Blind Love" (D. Betts, D. Johnson) – 4:42
6. トライ・イット・ワン・モア・タイム "Try It One More Time" (D. Betts, David Goldflies) – 5:03
7. ジャスト・エイント・イージー "Just Ain't Easy" (Gregg Allman) – 6:07
8. セイル・アウェイ "Sail Away" – 3:34

## 参加ミュージシャン
- グレッグ・オールマン - ボーカル、ローズ・ピアノ、クラビネット
- ディッキー・ベッツ - ボーカル、ギター
- ダン・トーラー - ギター
- デヴィッド・ゴールドフライズ - ベース
- ジェイ・ジョハンソン - ドラムス、コンガ
- ブッチ・トラックス - ドラムス、コンガ、バックグラウンド・ボーカル

アディショナル・ミュージシャン
- ジム・エセリー - ハーモニカ(on #2, #4, #5, #7)
- ジョー・ララ - パーカッション(on #3, #5, #6)
- ボニー・ブラムレット（英語版） - バックグラウンド・ボーカル(on #1)
- ミミ・ハート - バックグラウンド・ボーカル(on #8)